# Rafael Narváez
Rafael Narváez (nascido em 17 de julho de 1950) é um ex-ciclista colombiano. Representou seu país, Colômbia, no ciclismo nos Jogos Olímpicos de Verão de 1972.